# Kostry-Podsędkowięta
Kostry-Podsędkowięta – wieś w Polsce położona w województwie podlaskim, w powiecie wysokomazowieckim, w gminie Klukowo.
W latach 1975–1998 miejscowość administracyjnie należała do województwa łomżyńskiego.
Wierni kościoła rzymskokatolickiego należą do parafii Narodzenia NMP w Wyszonkach Kościelnych.

## Historia
Miejscowość założona w drugiej połowie XV wieku przez Kostrów herbu Rawicz, przybyłych prawdopodobnie z ziemi rawskiej.
Niektórzy właściciele wsi (często częściowi):
- Stanisław Kostro podsędek brański i bielski. Od urzędu sprawowanego przez dziedzica, do nazwy wioski dodano człon Podsędkowięta
- w roku 1580:
  - Jan, syn Tomka Warhela, jego dział liczył 3 włóki
  - Piotr Kostro Gorski, posiadał 1{\displaystyle {\tfrac {1}{2}}} włóki
  - Mateusz Kostro, syn Baltazara
- Melchior Kostro, podstarości brański (1591), potem również sędzia grodzki drohicki (1594) i od 1604 sędzia ziemski, bielski
- Marianna z Kostrów Pantaleonowa Łyczkowa, postarościna brańska, wzmiankowana w aktach sądowych brańskich w 1637 w czasie sporu o odbudowę młyna
- Melchior i jego syn Wojciech, który w 1620 roku był podsędkiem bielskim
- synowie Wojciecha: Józef, Krzysztof i Franciszek. W 1658 dwaj młodsi bracia wzięli (częściowo) Kostry-Podsędkowięta, Starą Wieś, Lubowicze, Trojanówko, Kuczyno, Grodek i 600 flor. Dopłat[8]

W I Rzeczypospolitej wieś drobnoszlachecka w ziemi bielskiej w województwie podlaskim.
W XIX wieku wieś drobnoszlachecko-chłopska. W roku 1827 naliczono tu 16 domów i 125 mieszkańców 
20 marca 1827 roku właścicielem dwóch młynów wodnych położonych w miejscowości Kostry Podsędkowięta, powiecie tykocińskim, województwie augustowskim był Walenty Wyszyński. W 1891 roku we wsi znajdowało się 20 gospodarstw drobnoszlacheckich i tyle samo chłopskich. Część ziemi wchodziła w skład dóbr Kuczyn o powierzchni 1863 morgów. We wsi Podsędkowięta osad 6 i 73 morgi gruntów.
Od roku 1867 powiecie mazowieckim, gmina Klukowo, parafia Wyszonki.
W 1921 we wsi naliczono 60 domów i 297 mieszkańców, w tym 3 prawosławnych i 13 Żydów. Największym właścicielem ziemskim w okresie międzywojennym był Bronisław Włostowski, który posiadał 60 gruntów. Funkcjonował również młyn K. Szabłowskiego. Wcześniejszym właścicielem młyna był Jankiel Winer. 
Budynek młyna został zniszczony podczas II wojny światowej. W 2001 roku wzniesiono w tym miejscu tamę w związku z budową MEW (małej elektrowni wodnej).

## Obiektyzabytkowe
- cmentarz wojenny z okresu I wojny światowej[14].

## Współcześnie
Wieś typowo rolnicza. Produkcja roślinna podporządkowana hodowli krów mlecznych.